# Toray Pan Pacific Open 1990
Il Toray Pan Pacific Open 1990 è stato un torneo di tennis giocato sul sintetico indoor. È stata la 15ª edizione del Toray Pan Pacific Open, che fa parte della categoria Tier II nell'ambito del WTA Tour 1990. Si è giocato a Tokyo in Giappone, dal 29 gennaio al 4 febbraio 1990.

## Campionesse

### Singolare
Steffi Graf ha battuto in finale  Arantxa Sánchez Vicario con il punteggio di 6–1, 6–2

### Doppio
Gigi Fernández /  Elizabeth Sayers-Smylie hanno battuto in finale  Jo-Anne Faull /  Rachel McQuillan con il punteggio di 6–2, 6–2